# آلبا (ائتلاف)
آلبا  (به اسپانیایی: ALBA) یا آلبا– تی سی پی، رسماً ائتلاف بولیواری برای ملل آمریکای ما (اسپانیایی: Alianza Bolivariana para los Pueblos de Nuestra América‎) یا ائتلاف بولیواری برای ملل آمریکای ما - معاهده تجارت ملل (اسپانیایی: Alianza Bolivariana para los Pueblos de Nuestra América – Tratado de Comercio de los Pueblos‎)، یک سازمان بین دولتی است که مبتنی بر ایده ادغام اجتماعی، سیاسی و اقتصادی کشورهای آمریکای لاتین و کارائیب است. نام "بولیواری" به ایدئولوژی سیمون بولیوار، رهبر استقلال قرن نوزدهم آمریکای جنوبی متولد کاراکاس اشاره دارد که می‌خواست آمریکای اسپانیایی زبان به عنوان یک " ملت بزرگ " متحد شود.
آلبا در ابتدا توسط کوبا و ونزوئلا در سال ۲۰۰۴ تأسیس شد و با دولتهای سوسیالیستی و سوسیال دموکراتیک که مایل به تحکیم ادغام اقتصادی منطقه ای بر اساس چشم‌انداز رفاه اجتماعی، مبادله و کمک اقتصادی متقابل هستند، مرتبط است. ده کشور عضو عبارتند از آنتیگوا و باربودا، بولیوی، کوبا، دومینیکا، گرانادا، نیکاراگوئه، سنت کیتس و نویس، سنت لوسیا، سنت وینسنت و گرانادین‌ها و ونزوئلا. سورینام در اجلاس فوریه ۲۰۱۲ به عنوان کشور مهمان در آلبا پذیرفته شد. کشورهای آلبا ممکن است تجارت خود را با استفاده از واحد پول مجازی منطقه ای انجام دهند که به SUCRE معروف است. ونزوئلا و اکوادور اولین قرارداد تجاری دوجانبه را با استفاده از سوکر به جای دلار آمریکا در ۶ ژوئیه ۲۰۱۰ منعقد کردند. اکوادور در اوت ۲۰۱۸ از این گروه خارج شد.

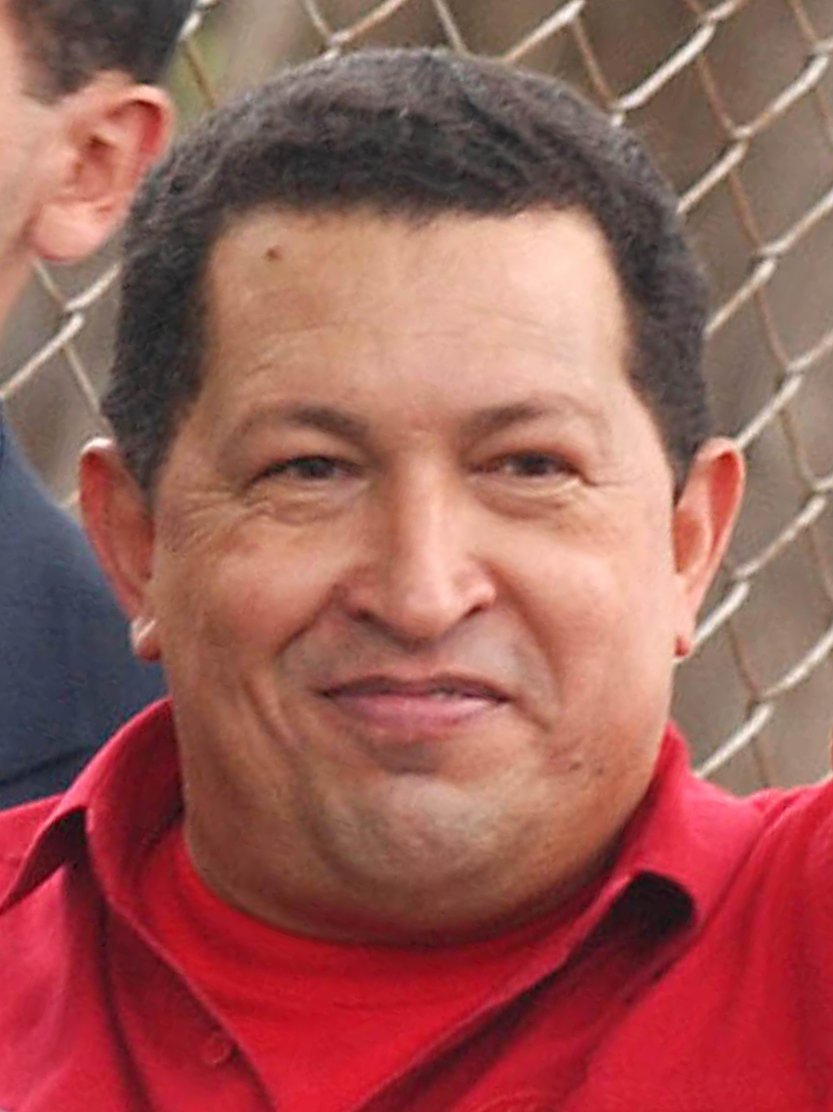
هوگو چاوز، رئیس‌جمهور فقید ونزوئلا، بنیان‌گذار آلبا